# هنري بيكار (طيار)
هنري بيكار هو طيار بلجيكي، ولد في 17 أبريل 1916 في إيتربيك في بلجيكا، وتوفي في 25 مارس 1944 بسبب إعدام رميا بالرصاص.